# Fisk fra Danmark
Fisk fra Danmark er en dansk dokumentarfilm fra 1961, der er instrueret af Helge Robbert efter manuskript af Tørk Haxthausen.

## Handling
En fiskekutters hverdag, kontrol af fiskeriet ved Fiskerikontrollen, havforskning og fiskens vej til spisebordet.